# میگو لویی
میگو لویی یک سالاد سنتی از کالیفرنیا است که با میگو، کاهو، تخم مرغ و گوجه فرنگی درست می‌شود. این سس شبیه سس هزار جزیره است و با سس مایونز، سس کچاپ، سس چیلی، سس ووسترشر، پیاز، نمک و فلفل درست می‌شود. میگو لویی در اوایل دهه ۱۹۰۰ در سانفرانسیسکو به وجود آمد. در یکی از انواع آن از آووکادو نیز استفاده می‌کنند. نسخه ای که با خرچنگ درست می‌شود به نام خرچنگ لویی شناخته می‌شود.